# دانشگاه دولتی خجند
دانشگاه دولتی خجند به نام باباجان غفورف (به فارسی تاجیکی: Донишгоҳи давлатии Хуҷанд ба номи Б. Ғафуров) در سال ۱۹۳۲ میلادی در شهر خجند تاجیکستان (با نام پیشین لنین‌آباد) برپا گردید. در آغاز با نام انستیتوی عالی پداگوژی شناخته می‌شد. در روزگار شوروی این دانشگاه، انستیتوی دولتی پداگوژی لنین‌آباد نام داشت. پس از استقلال جمهوری تاجیکستان از شوروی به نام کنونی تغییر نام داد.

## دانشکده‌ها
دانشگاه دولتی خجند دارای ۱۶ دانشکده می‌باشد:
1. ریاضیات
2. فیزیک و فن
3. هنر و گرافیک
4. سیبرنتیک (فرمان‌شناسی)
5. زبان‌های خارجی (عربی، انگلیسی، آلمانی، پارسی)
6. انستیتوی مدیریت و فناوری رایانه
7. زبان‌شناسی روسی
8. حقوق
9. زبان‌شناسی ازبکی
10. پداگوژی (علوم تربیتی)
11. زبان‌شناسی فارسی تاجیکی
12. شرق‌شناسی – زبان‌های شرقی
13. مطالعات محیطی
14. تاریخ
15. بازرگانی و اقتصاد بازار
16. دانشکدهٔ هنر

## نگارخانه

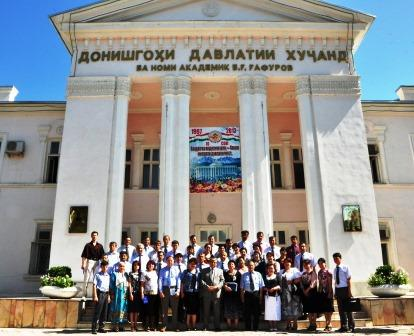
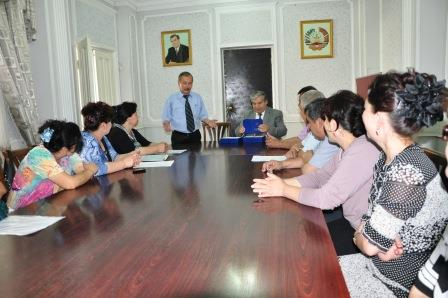
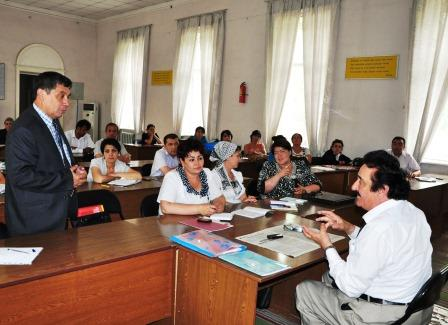
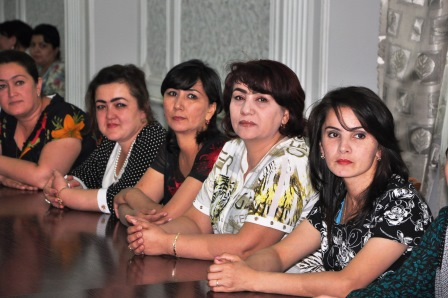